# 德累斯頓會議

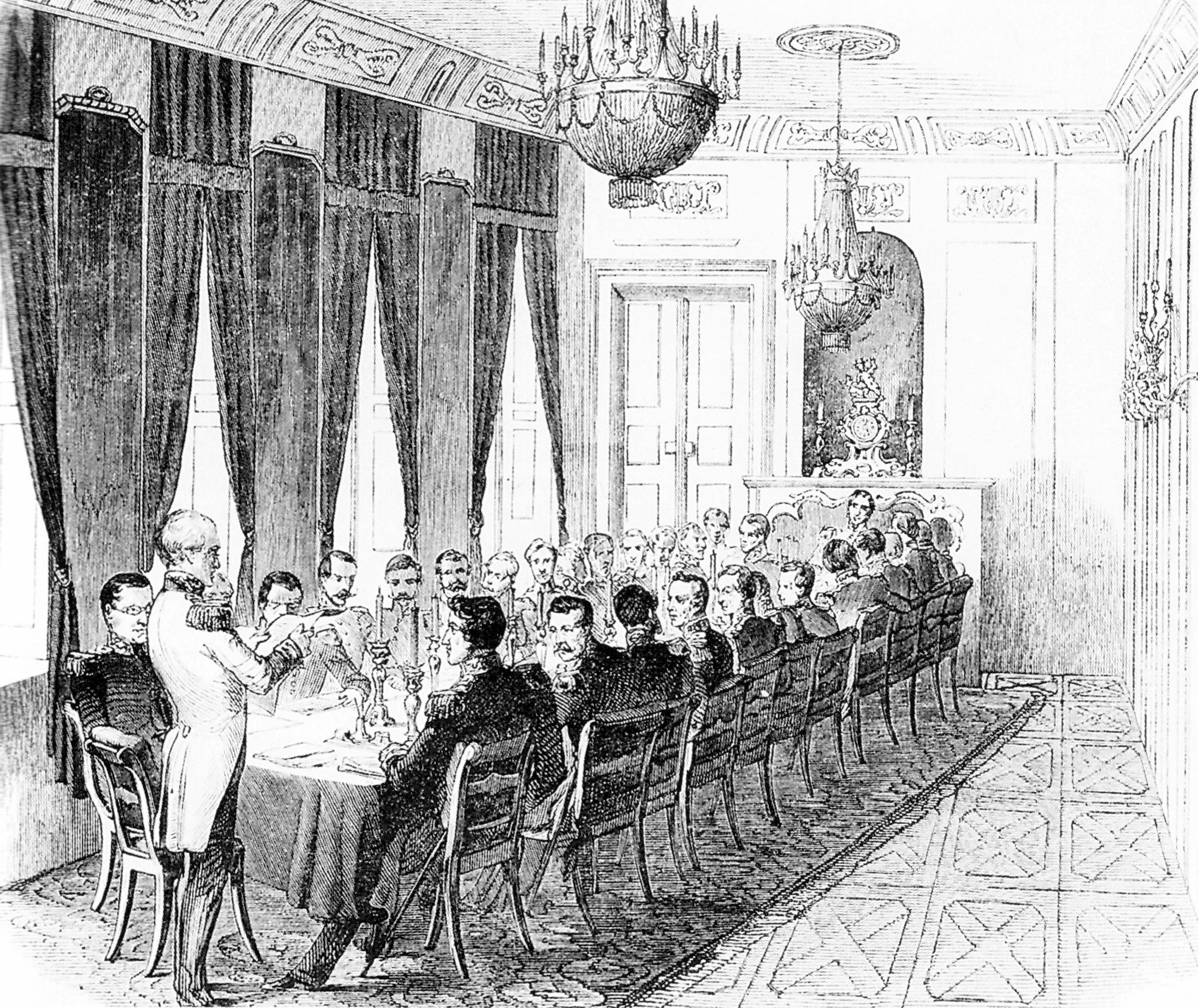
德累斯頓會議。在桌子的前端是奧地利代表施瓦岑貝格，坐在他的左邊（戴著眼鏡）的是普魯士總理曼特菲爾

德累斯頓會議（德語：Dresdner Konferenzen，1850年12月23日至1851年5月16日）是在奧爾米茨條約簽訂後普魯士主持在薩克森王國首府德累斯頓舉行的會議。這在很大程度上是徒勞的行動，未能有效解決個邦之間的憲法紛爭。但這重申了普魯士對德意志邦聯的承認，並導致普魯士與奧地利之間簽署秘密同盟，以在備在德意志邦聯任何一國遭受攻擊時相互協助。